# Geoff Ogilvy
Geoff Charles Ogilvy (nascido em 11 de junho de 1977) é um jogador australiano de golfe profissional, que disputa o PGA Tour.

## Vitórias amadoras (3)
- 1995 – Portsea Open Amateur
- 1996 – German Amateur Open Championship
- 1997 – Lake Macquarie Amateur

## Campeonato Mundial de Golfe

### Títulos (3)
| Ano  | Campeonato                                | 54 buracos | Placar                | Margem   | Vice-campeão(ões)                     |
| ---- | ----------------------------------------- | ---------- | --------------------- | -------- | ------------------------------------- |
| 2006 | WGC-Accenture Match Play Championship     | n/a        | 3 & 2                 | 3 & 2    | Davis Love III                        |
| 2008 | WGC-CA Championship                       | 4 tacadas  | −10 (71-66-68-73=278) | 1 tacada | Jim Furyk, Retief Goosen, Vijay Singh |
| 2009 | WGC-Accenture Match Play Championship (2) | n/a        | 4 & 3                 | 4 & 3    | Paul Casey                            |